# Студзениці (гміна)
Гміна Студзеніце (пол. Gmina Studzienice) — сільська гміна у північній Польщі. Належить до Битівського повіту Поморського воєводства.
Станом на 31 грудня 2011 у гміні проживало 3544 особи.

## Територія
Згідно з даними за 2007 рік площа гміни становила 175.96 км², у тому числі:
- орні землі: 24.00%
- ліси: 66.00%

Таким чином, площа гміни становить 8.02% площі повіту.

## Населення
Станом на 31 грудня 2011:
| Опис     | Загалом | Загалом | Чоловіки | Чоловіки | Жінки | Жінки |
| -------- | ------- | ------- | -------- | -------- | ----- | ----- |
| одиниця  | осіб    | %       | осіб     | %        | осіб  | %     |
| все      | 3544    | 100     | 1786     | 50.40    | 1758  | 49.60 |
| міське   | 0       | 100     | 0        |          | 0     |       |
| сільське | 3544    | 100     | 1786     | 50.40    | 1758  | 49.60 |

## Сусідні гміни
Гміна Студзеніце межує з такими гмінами: Битів, Бруси, Дземяни, Ліпниця, Ліпуш, Пархово.